# Francesc Sevillano Colom
Francesc Sevillano Colom (Orpesa, la Plana Alta, 5 de setembre de 1909 - Barcelona, 17 de febrer de 1976), fou un arxiver i historiador valencià. Exercí com a tècnic superior de la UNESCO, professor de Paleografia i director de l'Arxiu del Regne de Mallorca.

## Biografia
Nascut a la vila valenciana d'Orpesa (Plana Alta) el 1909, cursà la llicenciatura d'Història a la Universitat de València (1940-1943). El 1944 ingressa en el Cos Facultatiu d'Arxivers, Bibliotecaris i Arqueòlegs, incorporant-se a l'Arxiu de la Corona d'Aragó, del qual va ser secretari. Alhora, exerceix una tasca de col·laborador a l'Institut Jerónimo Zurita del Consell Superior d'Investigacions Científiques. El 1946 llegeix la seva tesi doctoral "Valencia urbana medieval a través del oficio de mustaçaf".
Entre els anys 1959 i 1965 prestà serveis a la UNESCO com a cap de la unitat mòbil de microfilmació, on portà a terme unes intenses campanyes de reproducció de documents a l'Amèrica del Sud i als països àrabs de l'Àfrica.
La seva dedicació a les tasques d'arxiu i a la investigació es potencià amb els contactes que tingué amb la universitat. Sevillano, a banda d'arxiver i investigador, estava dotat d'una especial capacitat per a la docència. Durant la seva estada a València i la seva primera fase d'incorporació a l'Arxiu de la Corona d'Aragó, dedicà bona part del seu temps a l'ensenyança secundària. En instal·lar-se a Mallorca, col·laborà amb la Universitat, aportant la seva experiència com a investigador, i aportant els mitjans documentals i bibliogràfics de l'Arxiu. Finalment, en implantar-se l'assignatura de Paleografia, va acabar formant part de l'equip pedagògic del Seminari d'Història Medieval. Alhora, continuà la seva relació amb el Departament d'Història Medieval de la Universitat de Barcelona, que dirigia Emilio Saez.
Va tenir una participació activa en un gran nombre de Congressos, com ara el Congrés Hispano-Americà d'Arxius(Madrid 1953), el de Bibliotecaris (Panamà 1958), el XI Congrés d'Història Marítima (nau "Ausonia" 1969), el I Congrés d'Història Mediterrània (Palma 1973) i els Congressos d'Història de la Corona
d'Aragó celebrats a Saragossa (1954), Palma (1955) i València (1967).
En els darrers temps, fou nomenat director de l'Arxiu del Regne de Mallorca, càrrec que ocupa entre 1966 i 1976, realitzant nombroses investigacions històriques i col·laborant amb la Societat Arqueològica Lul·liana. Les seves investigacions es relacionaren, principalment, amb temes de la història mercantil mallorquina medieval.

## Obres
- Sevillano Colom, Francisco «Un Nuevo Formulario Medieval Inedito (S.XIII)» (en castellà). Anuario de Historia del Derecho Español. Instituto Nacional de Estudios Jurídicos [Madrid], vol.19, 1949, pàg. 137-141. ISSN: 0304-4319.
- Sevillano Colom, Francisco «Apuntes para el estudio de la Cancillería de Pedro IV el Ceremonioso» (en castellà). Anuario de Historia del Derecho Español. Instituto Nacional de Estudios Jurídicos [Madrid], vol.20, núm. , 1950, pàg. 137-241. ISSN: 0304-4319.
- Sevillano Colom, Francisco. Bosquejo histórico de Oropesa (Castellón).  Castellón de la Plana: Sociedad Castellense de Cultura, 1952.
- Sevillano Colom, Francisco. Inventario de pergaminos medievales de monasterios gerundenses Archivo de la Corona de Aragón.  Madrid: Dirección General de Archivos y Bibliotecas, 1953.
- Sevillano Colom, Francisco «Préstamos de la ciudad de Valencia a los reyes Alfonso V y Juan II: 1426-1472» (en castellà). Estudios Medievales. —Premio "Ciudad de Palma 1972". Instituto Valenciano de Estudios Históricos. Institución Alfonso el Magnánimo. Diputación Provincial de Valencia [València], vol. I, núm.3, 1951, pàg. 85-131.
- Sevillano Colom, Francisco «De la Institución del Mustaçaf de Barcelona, de Mallorca y de Valencia» (en castellà). Anuario de Historia del Derecho Español. Instituto Nacional de Estudios Jurídicos [Madrid], vol.23, 1953, pàg. 525-538. ISSN: 0304-4319.
- Sevillano Colom, Francisco. El libro del Mustaçaf de Catí (Castellón).  Castellón de la Plana: Sociedad Castellonense de Cultura, 1954.
- Sevillano Colom, Francisco «Las empresas nacionales de los Reyes Católicos y la aportación económica de la ciudad de Valencia» (en castellà). Hispania. Consejo Superior de Investigaciones Científicas, CSIC: Instituto de Historia [Madrid], núm.57, 1954, pàg. 511-623. ISSN: 0028-2141.
- Sevillano Colom, Francisco. «La Cancilleria de Fernando el Catolico». A: Actas del V Congreso de Historia de la Corona de Aragón. Vol. I (en castellà).  Zaragoza: Institución Alfonso el Magnánimo, 1955, 217-257.
- Sevillano Colom, Francisco. Valencia urbana medieval a través del Oficio de Mustaçaf.  Valencia: Institución Alfonso el Magnánimo, 1957.
- Sevillano Colom, Francisco «Conmemoración del IV centenario del fallecimiento de Irala» (en castellà). Revista de Archivos, Bibliotecas y Museos. Cuerpo Facultativo de Archiveros, Bibliotecarios y Arqueólogos [Madrid], vol.63, 19, pàg. 541-567. ISSN: 0034-771X.
- Sevillano Colom, Francisco. La ciudad de santo domingo a finales del siglo XVI (1590-1593).  Padova, Italia: Publicazioni della Diputazioni di Storia Patria per la Sardegna, 1962.
- Sevillano Colom, Francisco «Cancillerías de Fernando I y de Alfonso V» (en castellà). Anuario de Historia del Derecho Español. Instituto Nacional de Estudios Jurídicos [Madrid], vol.35, 1965, pàg. 169-216. ISSN: 0304-4319.
- Sevillano Colom, Francisco. El "Centenar de la ploma" de la ciutat de València (1365-1711). [Episodios de la Historia, 74-75] (en castellà).  Barcelona: Rafael Dalmau, 1966.
- Sevillano Colom, Francisco. «De la cancillería de la Corona de Aragón». A: Martínez Ferrando : archivero : miscelánea de estudios dedicados a su memoria (en castellà).  Madrid: Asociación Nacional de Bibliotecarios, Archiveros y Arqueólogos, 1968, 451-480.
- Sevillano Colom, Francisco «De Venecia a Flandes, via Mallorca y Portugal». Boletín de la Sociedad Arqueológica Luliana. Societat Arqueológica Luliana [Palma], vol.33, 1968, pàg. 1-33.
- Sevillano Colom, Francisco. «Navegaciones mediterráneas: valor del puerto de Mallorca. Siglos XI-XVI». A: XI Congresso Internazionale di Storia Marittima. Bari, nave "Ausonia". (28 de agosto-9 de setiembre 1969) (en castellà), 1969.
- Sevillano Colom, Francisco «Cautivos sardos en Mallorca (siglo XIV)» (en castellà). Studi Sardi. Universita degli Studi di Cagliari [Gallizzi-Sassari], vol.10, 1968, pàg. 4-30.
- Sevillano Colom, Francisco «Mallorca y Castilla (1276-1343)» (en castellà). Boletín de la Sociedad Castellonense de Cultura. Sociedad Castellonense de Cultura [Castellón de la Plana], vol.46, 1970, pàg. 321-366. ISSN: 0210-1475.
- Sevillano Colom, Francisco «Crisi hispano-musulmana: un decenni crucial en la reconquesta (1330-1340)». Estudis d'història medieval. Institut d'Estudis Catalans [Barcelona], vol.3, 1970, pàg. 55-74. ISSN: 1135-2868.
- Sevillano Colom, Francisco «José María Quadrado archivero de Mallorca» (en castellà). Mayurqa, revista del Departament de Ciències Històriques i Teoria de les Arts. Universitat de les Illes Balears: Departament de Ciències Històriques i Teoria de les Arts [Madrid], núm.3-4, 1970, pàg. 257-270. ISSN: 0301-8296.
- Sevillano Colom, Francisco «Mateu Adriá, protonotario de Pedro IV el Ceremonioso». VIII Congreso de Historia de la Corona de Aragon. Valencia, 1 A 8 de Octubre de 1967. volum= vol.2 [Valencia], fasc.2, 1969-73, pàg. 103-118.
- Sevillano Colom, Francisco. Aspectos históricos de Llucmajor.  Llucmajor: Publicaciones del Ayuntamiento de Llucmajor, 1971.
- Sevillano Colom, Francisco. «Mercaderes y navegantes mallorquines (siglos XIII-XV)». A: Historia de Mallorca. Tomo IV (en castellà).  Palma: Mascaró Pasarius Editor, 1971, 431-520.
- Sevillano Colom, Francisco «De la Cancillería de los Reyes de Mallorca (1276-1343)» (en castellà). Anuario de Historia del Derecho Español. Instituto Nacional de Estudios Jurídicos [Madrid], vol.42, 1972, pàg. 217-289. ISSN: 0304-4319.
- Sevillano Colom, Francisco. Del Huyalfas medieval hasta Sa Pobla de hoy pasando por Sa Marjal (en castellà).  Sa Pobla: Conferència. Fiestas de San Antonio Abad, 1971.
- Sevillano Colom, Francisco «Artesanía textil de la lana mallorquína (siglos XIV-XV)». Boletín de la Sociedad Arqueológica Luliana. Societat Arqueológica Luliana [Palma], vol.33, 1971-72, pàg. 157-178. ISSN: 0212-744X.
- Sevillano Colom, Francisco «Mallorca y la defensa de Bugia (1515)». Boletín de la Sociedad Arqueológica Luliana. Societat Arqueológica Luliana [Palma], vol.33, 1971-72, pàg. 332-370. ISSN: 0212-744X.
- Sevillano Colom, Francisco «Los viajes medievales desde Mallorca a Canarias». Anuario de estudios atlánticos. Patronato de la Casa de Colón [Las Palmas de Gran Canaria], vol.18, 1972, pàg. 27-57. ISSN: 0570-4065.
- Sevillano Colom, Francisco. «Documentación referente a Valencia en los archivos de Mallorca». A: I Congreso de Historia del País Valenciano (en castellà).  Valencia: Universidad de Valencia, 1973, 249-263.
- Sevillano Colom, Francisco. «Monedas que circulaban en el Mediterráneo a fines del siglo XV». A: Comunicación al I Congreso de Historia Mediterránea (en castellà), 1973.
- Sevillano Colom, Francisco «Demografía y esclavos del siglo Xv en Mallorca». Boletín de la Sociedad Arqueológica Luliana. Societat Arqueológica Luliana [Palma], vol.34, 1973-74, pàg. 160-197. ISSN: 0212-744X.
- Sevillano Colom, Francisco «La demografía de Mallorca a través del impuesto del morabatí: siglos XIV, XV, XVI» (en castellà). Boletín de la Sociedad Arqueológica Luliana. Sociedad Arqueológica Luliana [Palma], vol.XXXIV, 1974, pàg. 233-273. ISSN: 0212-744X.
- Sevillano Colom, Francisco «Pesas y medidas en Mallorca desde el siglo XIII al siglo XIX» (en castellà). Mayurqa, revista del Departament de Ciències Històriques i Teoria de les Arts. Universitat de les Illes Balears: Departament de Ciències Històriques i Teoria de les Arts [Madrid], vol.12, 1974, pàg. 67-86. ISSN: 0301-8296.
- Sevillano Colom, Francisco. Datos para la historia de Felanitx y Mallorca (Siglo XVI) (en castellà).  Felanitx: Editorial Ramón Llull, 1974.
- Sevillano Colom, Francisco; Pou Muntaner, Juan. Historia del Puerto de Palma (en castellà).  Premio "Ciudad de Palma 1972". Palma: Instituto de Estudios Baleáricos, Diputación Provincial de Baleares, 1974.
- Sevillano Colom, Francisco. «Gabriel Vallseca, cartógrafo mallorquín del siglo XV». A: Homenaje al Doctor Don Juan Reglá Campistol (en castellà).  vol. I. Valencia: Universidad de Valencia. Facultad de Filosofía y Letras, 1975. ISBN 84-600-6619-3.
- Pons Marqués, Joan; Sevillano Colom, Francisco. Historia del Puerto de Palma (en castellà).  Vol 1. Correspondiente a su primera época: tomos I al XXV (1885-1934). Palma: Sociedad Arqueológica Luliana : Patronato José María Cuadrado, Consejo Superior de Investigaciones Científicas, 1975-1976. ISBN 84-400-9056-0.